# Titan Cement
Titan Cement Company S.A. (Grieks Τσιμέντα Τιτάν Α.Ε.) is een multinationale fabrikant van cement en aanverwante bouwmaterialen. Het bedrijf is gevestigd in 
Patisia, Athene (Griekenland), en is stelselmatig gegroeid sedert de oprichting in 1902. Titan Cement is nu actief in 13 landen, en telt meer dan 5.000 medewerkers. De omzet bedroeg € 1.176.000.000 in 2013.
Het bedrijf claimt sterk in te zetten op human resources-beleid, meer bepaald het stimuleren van intern talent, en haalde in 2009 de achtste plaats op de wereldranglijst van "Top Company For Leaders", een onderscheiding die volgt na een doorlichting op initiatief van Fortune.

Titan-cementfabriek in Drepano (Achaea, Griekenland).

Titan Group is georganiseerd in vier geografische segmenten: Griekenland en West-Europa, VS, Zuidoost-europa en het oostelijk Middellandse zeegebied. De groep heeft veertien cementfabrieken (waarvan vier in Griekenland, twee in de VS, vier in Zuidoost-Europa en drie in het oostelijk Middellandse zeegebied), 137 betoncentrales, 61 groeven en mijnen, een mortelfabriek, 20 distributieterminals, 8 fabrieken voor vliegas en 9 betonwarenfabrieken.